# Everclear (bebida)

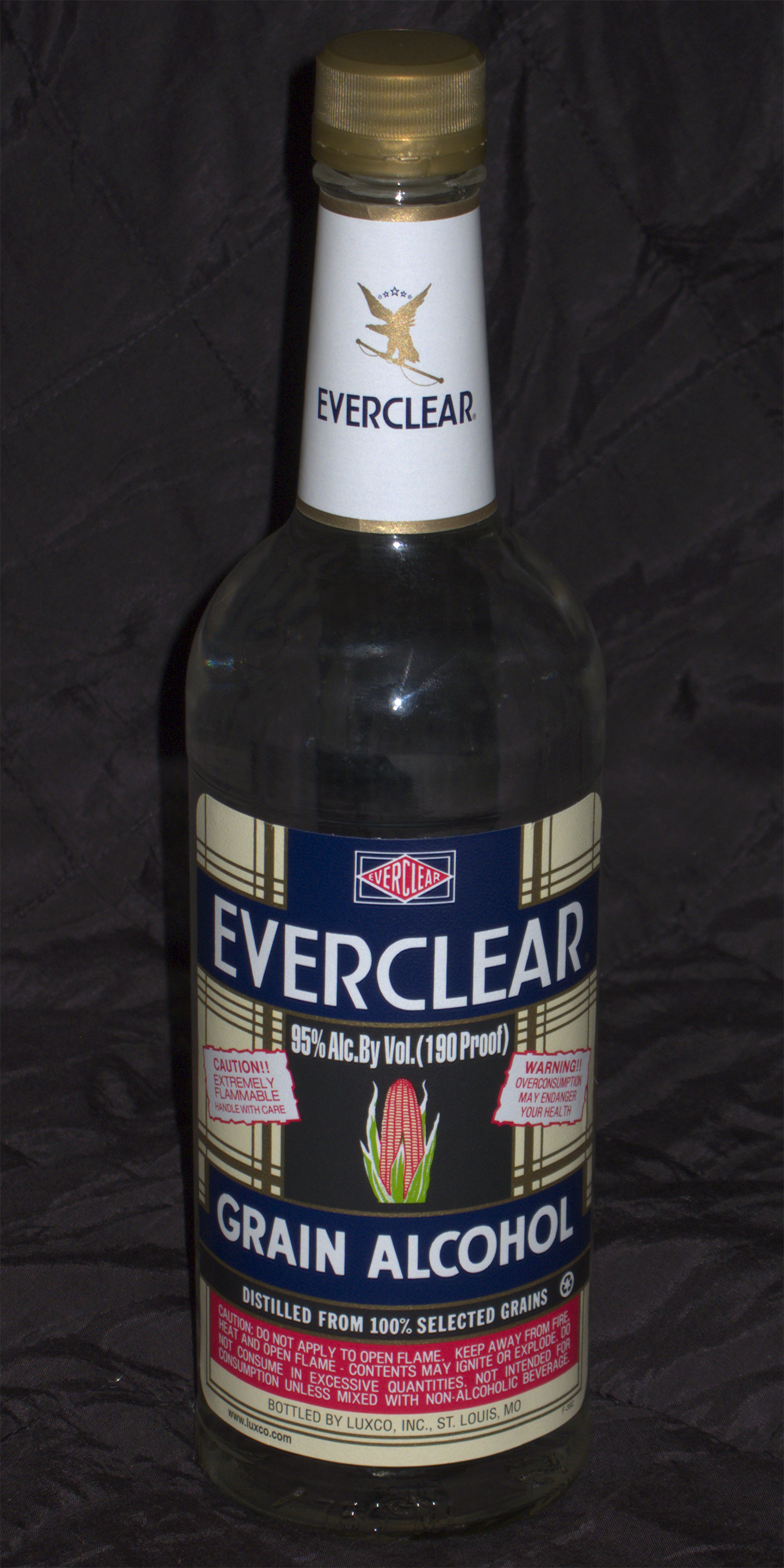
garrafa do Everclear

Everclear é um álcool retificado (uma bebida alcoólica) produzido pela empresa norte-americana Luxco com alto teor alcoólico da ordem de 95%. A matéria prima do Everclear é o milho.
Em 2014, alguns estados nortes-americanos aprovaram uma lei proibindo a venda e consumo de bebidas derivadas de cereais, incluindo a Everclear, por considerá-las danosas aos jovens, principalmente os universitários. 

## Ligação externa
- «Sítio oficial»